# Emetofóbia
Az emetofóbia a hányástól való intenzív, az elszenvedő által kezelhetetlennek megélt félelmet jelenti, amely krónikus és pervazív, valamint az élet számos területére, például a szociális és a párkapcsolati életre is kihathat.  Többféle megjelenési formája van, amely magában foglalhatja a hányás átélésétől, és a mások rosszullétének látványától való rettegést is. Gyakoriságáról igen keveset tudunk, mindössze egy kérdőív kérdezett rá specifikusan a hányással kapcsolatos fóbiára, amely 0,1%-os pont, valamint 0,2%-os élettartam prevalenciát talált. A többi szorongásos betegséghez hasonlóan, az emetofóbia is nagyobb arányban érinti a nőket. Más specifikus fóbiákkal összehasonlítva nehezebben kezelhető, valamint erősebben debilizáló.
Könnyen összekeverhető az anorexiával, a szociális fóbiával, a pánikbetegséggel, vagy az agorafóbiával is, mivel sok esetben alacsony testsúly, és különböző elkerülő viselkedések figyelhetőek meg az érintetteknél, azonban esetükben ezek csupán a hányástól való félelem melléktermékei. Szociális fóbiától való elkülönülését az is bizonyítja, hogy az emetofóbiások többsége úgy nyilatkozott, nem a megszégyenüléstől félnek egy esetleges hányás során, hanem önmagában az általa kiváltott diszkomfortérzéstől. Ráadásul a legtöbben a privát, valamint publikus helyen való rosszulléttől is egyaránt tartanak. Emellett az OCD-vel is rokonságot mutat a jelenlevő kompulzív viselkedésformák miatt. Ilyen például az ételek többszöri megmosása, megszagolása frissességének ellenőrzése érdekében, vagy a különböző bélrendszeri mozgások folyamatos monitorozása. Sokan még a hányás szó kimondását, leírását is kerülik.

## Megjelenésének ideje és okai
Az emetofóbia jelenléte nem köthető bizonyos életszakaszhoz, ugyanúgy felléphet és fennállhat gyermek, felnőtt, valamint időskorban is. Kialakulásához legtöbbször egy traumatizáló élmény vezet, amely során ők maguk hánytak, vagy másokat hányni láttak. Ilyen helyzet lehet például betegség következményeként megjelenő hányás, hányás nyilvános helyen, vagy például egy beteg hozzátartozó ápolása. Azonban sok emetofóbiás nem emlészik konkrét helyzetre, amelyhez betegségének kialakulását köthetné, tehát jelenleg a kutatók nem tudják pontosan megmondani a félelem keletkezésének okát. Valószínűleg több tényező együttes hatása okozhatja, mint sok más szorongásos betegséget is. Például genetikai prediszpozíció is lehetséges a fóbiára.
Egy lehetséges magyarázatát a fóbiának Dr. Angela L. Davidson adta, aki a kontrollhely fogalmához köti a betegséget. A kontrollhely azt jelenti, a személy mit gondol, honnan származik élete eseményei felett érzett kontrollja. A belső kontrollos személyek úgy gondolják, ők ellenőrzik tevékenységeik kimenetelét, míg a külső kontrollhellyel rendelkezők épp ellenkezőleg, úgy érzik, ami velünk történik, gyakran a befolyásukon kívül van. Davidson szerint az emetofóbiások gyakran belső kontrollhellyel rendelkeznek, ezért nagyon nehéznek érzik a kontroll elvesztését a hányás során, ami ezáltal fóbiához vezethet.

## Hatása a mindennapi életre
Az emetofóbia az élet számos területére kihatással lehet az állandóan jelen lévő szorongás, illetve a különböző elkerülő viselkedések miatt. Sokan inkább ki se mozdulnak a lakásból, nehogy nyilvános helyen hányjanak, vagy nem utaznak különböző közlekedési eszközökön (főképp hajó, repülő) az utazási betegség (kinetózis) lehetősége miatt. Ráadásul a kórokozóktól való félelmük és a hányás látványától való rettegésük következményeképp is lehetséges a közösségi tevékenységek, illetve a különböző intézmények (kórházak, iskolák, óvodák), közterületek elkerülése. A betegséggel akár a gyermekvállalás is lehetetlenné válhat. Az alkohol ivása, éttermekben, büfékben való evés, nyilvános mosdók használata, és vidámparkok meglátogatása is nehézséget okozhat számukra. Ezenkívül sokak életét megnezíti a szeretteik betegségükhöz való hozzáállása, meg nem értése, főképp a fóbia kevésbé ismert mivolta miatt.

## Kezelési és mérési lehetőségek
Klinikai szempontból megfoghatatlannak jellemzik ezt fóbiát mivel más irracionális félelmekkel szemben nagyon kevés figyelmet kap, ezért igencsak limitált a témában lefolytatott kutatások száma.

### Mérési lehetőségek
Jelenleg két kérdőív áll rendelkezésre az emetofóbia diagnosztizálásához, a Specific Phobia of Vomiting Inventory (SPOVI), és az Emetophobia Questionnaire (EmetQ), azonban ezek egyike sem érhető el jelenleg magyarul.

### Gyógyszeres kezelés
Az emetofóbiások esetében a gyógyszeres kezelés sok esetben nehézséget okozhat tekintve, a betegek könnyen elutasíthatják azok bevételét, a mellékhatásként lehetségesen megjelenő hányás miatt. Ha mégis rávehető a beteg a gyógyszerek szedésére benzodiazepinek, valamint antidepresszánsok is hatásosak lehetnek. Néhány beteg úgy nyilatkozott, különböző hányáscsillapítók bevétele is enyhítette fóbiájukat.

### Terápiás módszerek
Többféle technika hatékonynak bizonyult, ilyen például a különböző hányással kapcsolatos videók megnézetése a beteggel, hipnózis, fokozódó hányinger keltése több alkalommal, hosszabb időn keresztül, szisztematikus viselkedésterápia, hányáshoz kötődő ingerek megközelítése, és pszichodinamikus terápiák is.